# Lijst van dialecten van de wereld - A
Deze lijst van dialecten is zeker niet compleet en de aanduiding 'dialect' zal voor diverse van de genoemde variëteiten zeker omstreden zijn. De lijst bevat in principe alleen variëteiten die nauwelijks standaardisatie hebben ondergaan. Ze zijn geordend onder een kop die ofwel redelijk adequaat de genoemde subvariëteiten omvat, ofwel de naam is van de standaardtaal die door de dialectsprekers als lingua franca wordt gehanteerd.
Zie voor achtergronden over de schakeringen van de taal-dialectrelatie de lemma's variëteit (taalkunde), taal, dialect, streektaal, standaardtaal, dialectcontinuüm, taalfamilie.

## 'Are'Are
'Are'Are - Marau

## Aari
Bako - Biyo - Galila - Gozza - Laydo - Seyki - Shangama - Sido - Wubahamer - Zeddo

## Abung
Jabung - Kota Bumi - Menggala

## Achterhoeks
Twents-Graafschaps

## Aukaans
Aluku - Aukaans - Paramaccaans

## Adabe
Munaseli Pandai

## Adasen
Oostelijk Addasen - Westelijk Addasen

## Adonara
Oost-Adonara - Oost-Solor - West-Adonara

## Afar
Aussa - Baadu - Centraal Afar - Noordelijk Afar

## Afrikaans
Kaaps-Afrikaans - Oorlangs - Oostgrens-Afrikaans - Oranjerivier-Afrikaans

## Afro-Seminole-Creools
Mexico - Texas

## Agusaans Manobo
Adgawaans - Surigao - Umayam

## Albay Bikol
Buhi - Daraga - Libon - Ligao - Oas

## Aleoetisch
Oostelijk Aleoetisch - Westelijk Aleoetisch

## Alune
Centraal Oost-Alune - Centraal West-Alune - Kairatu - Noord-Kust-Alune - Zuid-Alune

## Alutor
Alutorskij - Karaginskij - Palanskij

## Amahai
Makariki - Rutah - Soahuku

## Amarasi
Amarasi Barat - Amarasi Timur

## Ambai
Ambai - Manawi - Randawaya

## Amganad Ifugao
Banaue Ifugao - Burnay Ifugao

## Amis
Centraal-Amis - Chengkung-Kwangshaans - Noordelijk Amis - Tavalong-Vataan - Zuidelijk Amis

## Amto
Amto - Siawi

## Anmatyerre
Oostelijk Anmatyerre - Westelijk Anmatyerre

## Ansus
Aibondeni

## Aputai
Welemur

## Arabisch
Het Arabisch bestaat uit meerdere varianten, die door sommige taalkundigen als aparte talen worden gezien. De varianten op zich zijn een verzameling dialecten. De belangrijkste zijn:
- Maghrebijnse dialecten
  - Marokkaans-Arabisch (Fez-Meknes-Arabisch - Jebli - Marrakesh-Arabisch - Oujda-Arabisch - Rabat-Casablanca-Arabisch - Tanger-Arabisch - Zuidelijk Marokkaans-Arabisch)
  - Algerijns-Arabisch (Algiers - Constantine - Oraans)
  - Tunesisch-Arabisch (Centraal-Westelijk Tunesisch-Arabisch - Noordelijk Tunesisch-Arabisch - Sahil Tunesisch - Zuidelijk Tunesisch)
  - Libisch-Arabisch (Noordoost-Egyptisch-Bedawi-Arabisch - Oostelijk Libisch-Arabisch - Tripolitanisch-Arabisch - Zuidelijk Libisch-Arabisch)
- Egyptische dialecten
  - Egyptisch-Arabisch (Caireens-Arabisch - Noord-Delta-Arabisch - Zuid-Centraal-Delta-Arabisch - Midden-Egyptisch-Arabisch - Opper-Egyptisch-Arabisch)
  - Soedanees-Arabisch (Ja'Ali - Khartoem - Noord-Kordofaans-Arabisch - Shukri - Westelijk Soedanees)
  - Tsjadisch-Arabisch (Batha - Chari-Baguirmi)
- Syrisch-Libanese dialecten
  - Levantijns-Bedawi-Arabisch (Noord-Levantijns-Bedawi-Arabisch - Noordoost-Egyptisch-Bedawi-Arabisch - Zuid-Levantijns-Bedawi-Arabisch)
  - Noord-Levantijns-Arabisch (Levantijns-Arabisch, Noord-Levantijns-Arabisch, Libanees-Syrisch-Arabisch, Syro-Libanees-Arabisch)
  - Zuid-Levantijns-Arabisch (Fellahi - Madani)
- Dialecten van het Arabisch Schiereiland
  - Golf-Arabisch (Zubair-Faau-Arabisch)
  - Hijazi-Arabisch (Kust-Tihaamah - Noord-Hijazi - Tihaamah-Vallei - Zuid-Hijazi)
  - Judeo-Jemenitisch-Arabisch Aden - Beeda - Habbaans - San`a
  - Najdi (Centraal Najdi - Noord-Najdi - Zuid-Najdi)
  - Ta'izzi-Adeni (Adeni - Ta'Izzi)
- Iraakse dialecten (Anatolische cluster - Eufraat-cluster - Tigris-cluster)

Andere varianten zijn het Arabisch en het Klassiek Arabisch.

## Aralle-Tabulahaans
Aralle - Mambi - Tabulahaans

## Arberisch
Calabrisch Albanees - Campo Marino-Albanees - Centraal-Bergalbanees - Molise-Albanees - Siciliaans Albanees

## Argobba
Ankober - Shonke

## Arifama-Miniafia
Arifama - Miniafia

## Arma
Bwatnapni - Loltong - Melsisi - Suru-Bo - Suru-Marani

## Arop-Lokep
Arop - Lokep

## Arosi
Arosi - Wango

## Aruma
Amariba - Atorada - Mapidiaans

## Arvanitika
Noordwest-Arvanitika - Thracisch Arvanitika - Zuid-Centraal-Arvanitika

## Asilulu
Asilulu - Negeri Lima - Ureng

## Asuri
Brijia - Manjhi

## Atayal
Sqoleq - Ts'ole'

### Subdialecten van het Ts'ole'
Mayrinax

## Ati
Barotac Viejo Nagpana - Maleis Ati

## Atjehs
Banda-Atjehs - Baruh - Bueng - Daja - Pase - Pidie - Tunong

## Atoni
Amanubaans-Amanatun - Ambenu - Biboki-Insana - Amfoaans-Fatule'U-Amabi - Kusa-Manlea - Mollo-Miomafo

## Atruahí
Atruahi - Jawaperi - Waimirí

## Aulua
Boinelang - Onesso

## Austral
Raivavae - Rimatara - Rurutu - Tubuai

## Awad Bing
Biliau - Galeg - Suit - Yamai

## Awbono
Kvolyab
A · B · C · D · E · F · G · H · I · J · K · L · M · N · O · P · Q · R · S · T · U · V · W · Y · Z